# Mélèce Ier d'Antioche
 (avril 2010).
Si vous disposez d'ouvrages ou d'articles de référence ou si vous connaissez des sites web de qualité traitant du thème abordé ici, merci de compléter l'article en donnant les références utiles à sa vérifiabilité et en les liant à la section « Notes et références ».
Mélèce Ier d'Antioche, né à Mélitène vers 310 et mort à Constantinople en 381, est une personnalité importante du christianisme du IVe siècle. Il a été patriarche d'Antioche de 360 à 381.
Il est commémoré le 12 février selon le Martyrologe romain.

## Biographie
Originaire de Mélitène, en Arménie Mineure, Mélèce est élu évêque de Sébaste vers 358. Puis, retiré à Alep, il est promu au très important siège épiscopal d'Antioche en 360, comme compromis, semble-t-il, entre les tendances arianisantes et nicéennes, soit qu'il ait fait des promesses aux deux partis, soit que les ariens se soient trompés sur son compte, soit encore qu'on ait vu en lui un personnage faible et indécis qu'il serait facile de manipuler. 
En tout cas, il se révèle  un partisan déclaré du credo de Nicée dès l'année de son élection en prononçant un discours en présence de l'empereur Constance II, qui, de tendance arienne, le bannit aussitôt pour le remplacer par l'arien Euzoïos. L'empereur Julien ayant aboli toutes les mesures d'exil prises par son prédécesseur, c'est sans doute dès 361 que Mélèce revient à Antioche. Mais il y trouve en place une Église divisée en deux factions, arienne et eustathienne (autour de Paulin qui sera autoproclamé patriarche), avec lesquelles il doit lutter pendant la majeure partie de son épiscopat. La faveur accordée aux ariens par l'empereur Valens entraîne un nouvel exil de l'évêque en 365-367.
Au concile de Constantinople de 381, Mélèce reçoit de Théodose Ier la présidence des débats, mais il meurt avant la fin de cette réunion probablement le 23 ou 24 août 381. Les débats sont alors présidés un temps par Grégoire de Nazianze.
Ses funérailles à Constantinople sont triomphales et Grégoire de Nysse en prononce l'oraison funèbre. Sur l'ordre de Théodose Ier, son corps est ramené à Antioche et quelques années plus tard, Jean Chrysostome, qui avait été baptisé et ordonné diacre par Mélèce, fait son panégyrique.
L'Église d'Antioche restera divisée pendant un demi-siècle entre partisans de Mélèce et partisans de Paulin.

## Vénération
Considéré comme saint, Mélèce est vénéré les 23 ou 24 août ainsi que le 12 février.

## Écrits
Clavis Patrum Græcorum 3415-3425.

## Sources
- Théodoret, Histoire ecclésiastique II, 27 ; III, 2 ; V, 3.
- Sozomène, Histoire ecclésiastique VII, 3 ; VII, 7.